# 安徽农业大学
安徽农业大学（简称安农大）是位于中华人民共和国安徽省合肥市的全日制公办本科农林类大学，行政上由安徽省人民政府主管，并由安徽省人民政府、中华人民共和国农业农村部以及国家林业和草原局共同建设。
安徽农业大学肇始於民国二十五年（1935年）省立安徽大学成立的农学院，歷經中國抗日戰爭時期的多次改制變遷后，于1946年组建国立安徽大学，1949年10月，中华人民共和国成立后，国立安徽大学于当年12月迁至芜湖市，并与省立安徽学院合并，成立新的安徽大学；院系调整后，安徽大学于1954年2月解体，并分为安徽农学院及安徽师范学院；农学院遂于当年迁往合肥，历经数十年的发展变迁，最终于1995年更名为安徽农业大学，建制延续至今。
安徽農業大學所设学科专业有著顯著的農業及林业自然科学特色，但基于发展需求也开设了文學、管理學、經濟學、法學等领域的专业，逐步實現了多學科的協調發展；并建立了學士、碩士、博士完整的學位授權體系，為一所學科門類齊全的綜合性、研究型的綜合性大學。安徽农大已经被中華人民共和國國家發展和改革委員會與中華人民共和國教育部列入國家「中西部高校基礎能力建設工程」高校，亦为中华人民共和国农业农村部等“卓越农林人才教育培养计划项目”的试点高校及安徽省属“特色高水平大学”计划重点建设的高等院校之一。

## 校史沿革

### 籌備及創辦初期
民国11年（1921年），一批皖籍学者陈独秀、胡适、高一涵、陶行知等，鉴于安徽近代教育落后的现实，极力倡导筹建安徽大学；但由于军阀斗争和北伐战争的影响，筹建工作多次受阻。北伐胜利后，安徽省政府聘请余谊密、刘文典、胡春霖等11人组成安徽大学筹备委员会，并暂时借用安庆圣保罗教会学校的校舍；民国18年（1928年）2月，筹备工作就绪，安徽省政府拨安庆集贤门外菱湖百子桥的安徽法政专门学校及五里庙甲种农业学校的校址为校舍:469，学校也在安庆《民岩报》等报刊上登出招生广告，开始招收预科生:1—2。首批预科学生142人被分入自然科学和社会科学两个班；当年4月10日上午10时，预科正式开学，这一天也被定为省立安徽大学的诞生纪念日，也被视为安徽现代教育史上高校创立之始。1928年8月，学校成立文法学院，内设中文、教育、政经、法律四系，学制四年，开始招收本科生。刘文典任文法学院院长兼预科主任，主持校务工作:469。

1929年1月，程天放任安徽省教育厅厅长，接收改组安大，并根据安徽省政府订颁的《安徽大学组织大纲》将学校更名为“安徽省立大学”；同年2月，析文法学院为文学院和法学院；同年，王星拱接替程天放担任校长后，决定学校成立自然科学相关系所，以使学校达到国民政府《大学组织法》的标准，筹备创建的系所中就包括农学院:50；9月，学校成立理学院，设数学、化学、物理三系:469。1930年，再改校名为“安徽省立安徽大学”，校理学院亦增设生物系:556。1934年，在安徽省政府的训令下，安徽大学法学院被撤销，其经费将用于成立农学院；同年9月，安徽大学校长傅铜决定聘请林学家李顺卿负责筹建农学院:61。1935年，安徽大学农学院正式成立，设农艺、农业经济二系，李顺卿也成为农学院首任院长:499，以后农学院又设立了林学系，并在安庆、霍邱等地建立了教学试验农场；农学院的创办，也为日后安徽农业大学的成立奠定了物质基础:349:432。

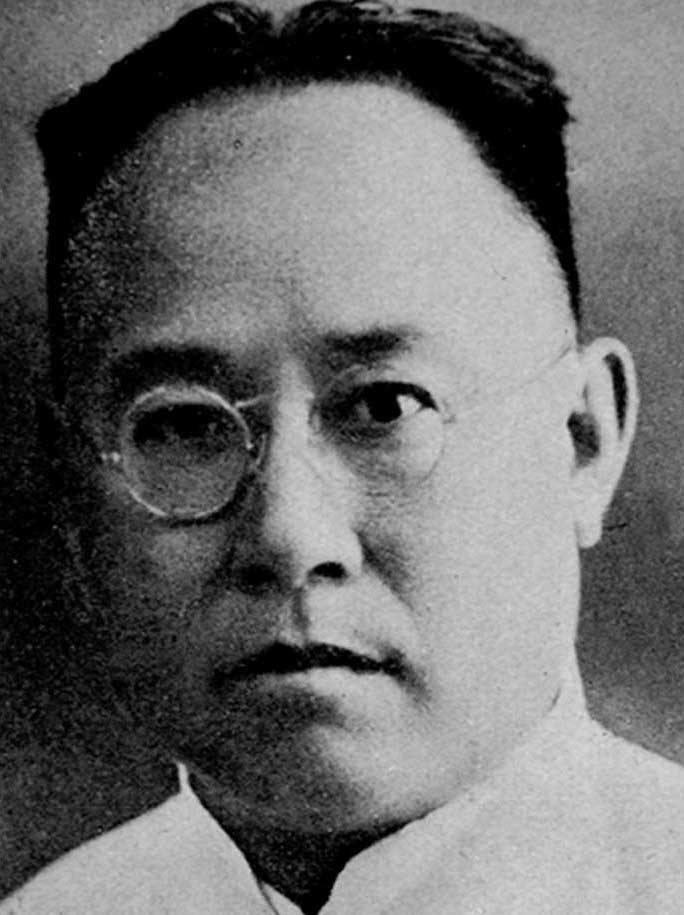
李順卿中年

1938年春，由于日军进犯，省立安徽大学大部分教职工为避战火，相继离校，学校陷于停顿。1938年6月，安庆被日军攻占，对此学校拟内迁复校，但因内迁学校过多加之经费欠缺，教育部决定安徽大学停办。1939年，代理校长汪洪法向安徽省政府办理了移交手续，具有10年办学历史的省立安徽大学就此宣告停办:529。尽管内部斗争激烈、矛盾重重，但从1928年至1937年，省立安徽大学共培养了六届本科毕业生，计556人，另有不少预科毕业生和肄业生。当时较知名的学者姚永朴、刘文典、王星拱、程演生、陶因、陈望道、丁绪贤、郁达夫、周予同、吕思勉、章益、周建人等都曾在此执教，故省立安徽大学时有“于京沪一带，仅次于上海同济大学”之誉。

### 安徽学院时期
省立安徽大学停办期间，因日本军事入侵而迁至立煌县（现金寨县）的安徽省政府为解决安徽未沦陷地区高中毕业生求学问题，于1940年春动议筹办安徽建设学院。1941年2月，改设安徽临时政治学院，划定古碑冲黄家集（今金寨县古碑镇）为院址。1941年8月，安徽临时政治学院正式成立:571。同年10月招生，内设文史、政经、法律、教育四系，学制一年:556；1942年9月改名为省立安徽师范专科学校，内设国文、英文、数学、教育、史地五科，学制三年。1943年9月正式定名为省立安徽学院，聘朱佛定为院长，本科学制四年，下设中文、史地、政治、教育4系；专科学制二年，设银行、艺术、师范3科。后增设英文、数学2系；教育系则并入师范专修科:471。1944年1月，安徽学院在皖南休宁万安镇创设安徽学院皖南分院。
1945年日本战败投降后，省立安徽学院随省府迁至合肥郊区临河集办学，有500余名学生经转学考试入国立安徽大学，成为国立安大复校后的新生。而安徽学院则因校舍破旧，交通不便，于1946年10月迁至芜湖赭山建校，皖南分院也同时迁至芜湖，与省立安徽学院合并。1949年4月，中国人民解放军占领芜湖，芜湖军管会接管省立安徽学院。1949年12月4日，省立安徽学院与国立安徽大学合并为新的安徽大学。至此，安徽学院办学事业遂告结束:747。安徽学院是抗日战争时期安徽省唯一的一所高等学校，历时九年，三易校名，三迁校址，共培养学生七届964名毕业生。

### 国立安徽大学时期

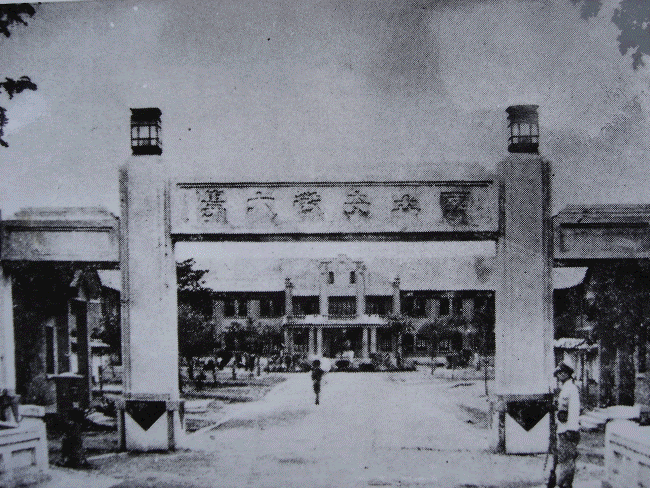
1946-1949年国立安徽大学校门（安庆）

抗日战争胜利后，1946年1月，国民政府教育部决定恢复安徽大学，并改“省立”为“国立”，是为国立安徽大学，学制四年，由教育部直辖，校址仍在安庆:514，教育部还决定由学者朱光潜等12人组成大学筹备委员会，朱光潜任主任委员，陶因为秘书。后朱光潜一再恳辞，乃改命陶因为筹委会主任:63。成立后的国立安徽大学共开设文、法、理、农四院，共13个系；其中，农学院设农艺系、森林系、园艺系等三个系所:5。1947年，安徽学院农艺系与位於安庆的大渡口农场并入安徽大学农学院:1155。1949年4月，中国人民解放军占领安庆，南京市军管会接管国立安徽大学。1949年7月中旬，长江洪水泛滥，校园全部被淹。1949年12月，中共中央华东局文教部决定国立安徽大学迁至芜湖，与省立安徽学院合并，成立新的安徽大学:747。

### 安徽大学时期

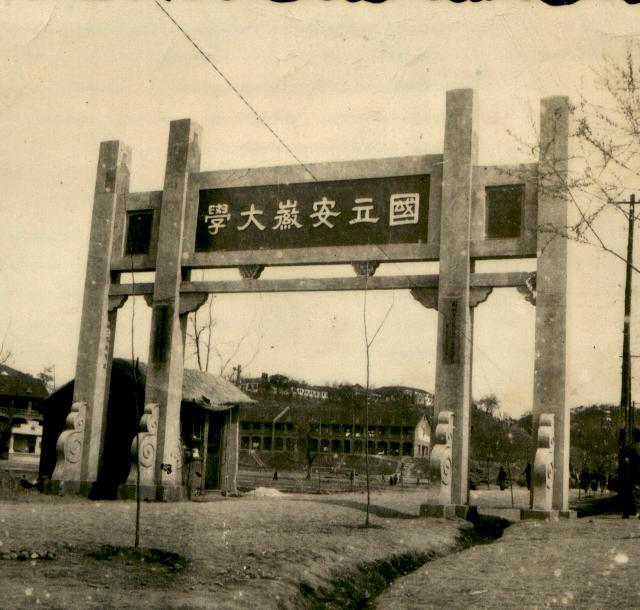
1950-1951年国立安徽大学校门（芜湖）

中华人民共和国成立后的1949年12月4日，国立安徽大学自建制地安庆迁至芜湖，与省立安徽学院合并，组成新的安徽大学:747。合并之初学校仍然沿用“国立安徽大学”的校名、门牌和印章，直到1950年底，学校由“国立安徽大学”易名为安徽大学。共有文、法、理、农四个学院，内设12个本科专业，即文艺（内分中文、外语、艺术三组）、史地、教育、法律、经济、数学、物理、化学、农艺、园艺、森林、土木工程12个系:514，另办有中文、历史、地理、数学、物理、化学、生物、艺术、森林专修科及师资速成班。1952年5月，中共安徽大学党委成立，项南任校党委书记，许杰任校长:90。
1949年12月，第一次全国教育工作会议在北京举行。会后，中央人民政府仿效苏联对高等院校进行院系调整。1950年7月，安徽大学土木工程系及艺术系并入南京大学。1952年底，复旦大学茶叶专修科，南京大学及金陵大学蚕桑专修科等其他学校的系所、学校相继并入安徽大学:90:151。调整系所以后，1953年10月20日，中央人民政府高等教育部决定取消安徽大学校名，其下属文、理、农三院整合设置“农学院”和“师范学院”二院:800。
1954年2月10日，中央人民政府政务院及华东行政委员会正式决定取消安徽大学校名，其下属的农学院及师范学院分别独立建院，当年8月，安徽农学院与安徽师范学院正式分设:433。

### 安徽农学院时期
1954年4月，根据安徽省人民政府的决定，安徽农学院搬迁到合肥办学。随后的十年，学校办学实力有所增强；1959年7月，安徽农学院附设的合肥农业专科学校脱离农学院，并与安徽蚕桑专科学校、畜牧兽医专科学校等合并成立安徽省农业专科学校:581；农学院则增添了森工系、园艺系和经济林、林化、木材加工、果树等多个系所专业，进入1961年，中共安徽省委、安徽省人民委员会贯彻中共中央“調整、鞏固、充實、提高”的八字方针，并基于安徽省农林业教育发展实况，調整省內高校數量，并裁撤了安徽农学院的森工系、园艺系等系所:325。
1966年5月，受到文化大革命的影响，安徽农学院被迫停课。1968年11月25日，安徽省革命委员会决定安徽农学院搬离合肥，迁入农村办学:328。同年12月6日，安徽农学院搬迁到农村办学，本部及农学、农机两系所位在同省宿县紫芦湖；而林学、茶叶、蚕桑等系所迁往滁县，牧医系则迁往凤阳的分院，并与凤阳农业专科学校合并:192。尽管迁入农村有助于农林类专业的师生实现教学与实践活动的结合，该校亦取得了一定的科研成果，但分散办学也导致学校的行政管理比较困难，教学仪器毁损状况严重:841:436。
文革开始后，高等学校均停止招生，但在1968年，毛泽东表示应该复办理工科大学，并缩短学制，强调教育需要与革命相结合，实施无产阶级政治挂帅；其后北京大学、清华大学向中共中央提出《关于招生（试点）的请示报告》，1970年6月27日，中共中央决定恢复高等学校招生，但废除考试制度，转而实行群众推荐、领导批准和学校复审相结合的新招生制度。安徽农学院遂于1970年招收了第一批工农兵大学生。除了1971年没有招收工农兵大学生以外，1970年到1977年间，安徽农学院一共招收了6届2,731名工农兵大学生，为安徽在地农业的发展做出了一定贡献:437；但工农兵学员上大学的主要任务并非学习，而是“上大学、管大学、用毛泽东思想改造大学”，导致大学的教学效果欠佳，人才素质不高。
文化大革命结束后，中共安徽农学院党委副书记张靖武等七名干部联名上书中央，要求归还安徽农学院在合肥的校舍和土地；1978年6月26日，中华人民共和国国务院副总理的邓小平批复同意。1978年10月，在中共中央及国务院的同意下，安徽农学院正式回迁合肥办学:437。但是安农在凤阳的分院并没有迁回合肥，而是于1981年更名为安徽农学院皖北分院，由安徽省教育厅主管，并最终于1985年更名为安徽农业技术师范学院，脱离安徽农学院:945。而农学院位在同省固镇县新马桥的淮北分院则于1982年更名为安徽省农业干部学校，脱离学校建制:604。
1981年，安徽农学院与同省合肥工业大学、淮南矿业学院等大学一道，成为中华人民共和国首批硕士学位授予单位:948。

### 安徽农业大学时期
1995年3月27日，国家教委正式批准安徽农学院更名为安徽农业大学:439。1998年，中华人民共和国国务院学位委员会审批后，决定该校茶学专业为具有博士学位授予权的学科专业；安徽农业大学也由此成为博士学位授予单位。2004年1月，中华人民共和国教育部审批同意，安徽农业大学与在地社会办学资源合作成立了独立学院安徽农业大学经济技术学院。
2011年12月，中华人民共和国农业部与安徽省人民政府签署协议，同意共同建设安徽农业大学。2014年4月，安徽省人民政府与中国国家林业局签署协议，双方决定合作共建安徽农业大学，据此协议，林业局也将支持该校的林业类学科教育及安徽省现代林产业之发展；同年10月，教育部、农业部和国家林业局等主管机关同意安徽农大成为中国首批“卓越农林人才教育培养计划项目”试点高校。
2020年12月18日，经中华人民共和国教育部批准，安徽农业大学经济技术学院脱离安徽农业大学管理，并转设为民办普通高等学校合肥经济学院，由合肥庐阳科教发展有限公司全资持有。

## 文化传统

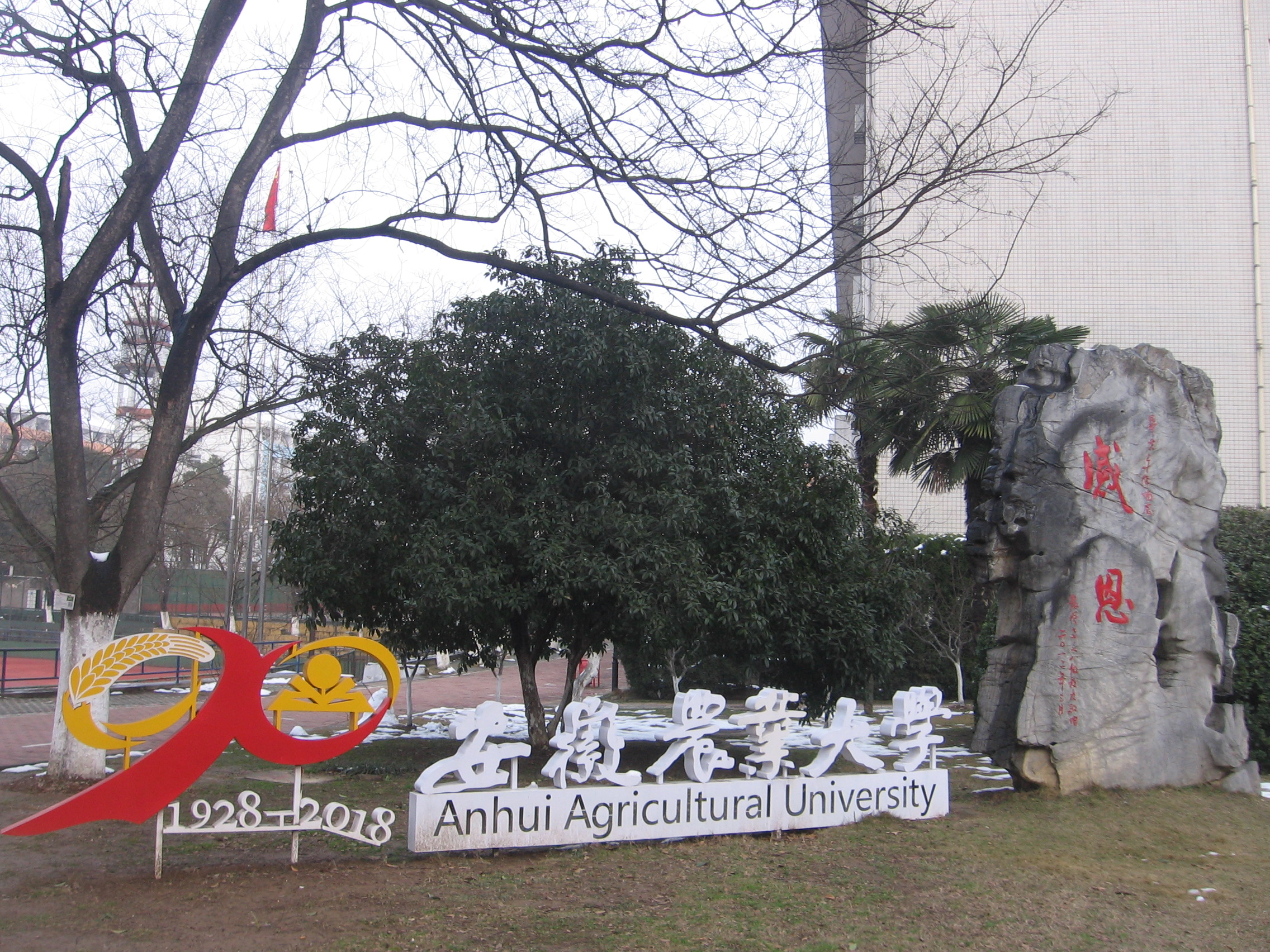
安徽农业大学校园内庆祝学校成立90周年的标语

### 校训
安徽农业大学的校训为“团结、勤奋、求实、创新”，体现了该校师生坚持不懈、讲求实际、重视新理念及发明的品格特点。
此外，学校的创校使命为“造就人才，改良农业，救济农村”，建校目标则是“实施农业教育，研究农林科学，实施农业推广与农村调查”，均由其前身安徽大学农学院首任院长李顺卿提出。立足安徽省的安徽农大又在全省40多个县市设立教学点，以培养合格的乡村人才，进而促成相关县市摆脱贫穷，并因此衍生了“大别山道路”精神。

### 校庆
安徽农业大学校庆日为每年的10月20日，因为在1953年10月20日，中央人民政府高等教育部取消了安徽大学的校名，并决定成立安徽农学院及安徽师范学院。而安徽农业大学的前身省立安徽大学首次举行开学典礼的1928年4月10日，则被安徽农业大学及相承一脉的安徽师范大学视为学校的诞生日。

## 校园环境
安徽农业大学位在安徽省省府合肥市市区的蜀山区，南淝河以南；学校西、南隅分别与一环路及长江西路相连，东、北两边则分别与长丰南路和霍山路相接。校园内环境雅致、氛围沉静，有梧桐大道、梅苑及荷花池等自然风物。学校联外交通便利，邻近合肥轨道交通2号线站点安农大站，可经由公共交通来往于市区，车站也因学校而得名。除蜀山校区外，安徽农业大学还有兴趣在同市的庐阳区建立分校区。
安徽农业大学的主教学楼、第二教學樓及南大門等建筑于创校之初即已经建成，见证了安徽农业大学的发展壮大。其中主教学楼勤政樓也是安徽农大党政领导日常工作的场所，其呈现出了徽派建築和蘇聯建築的风格，并在一定程度上代表了当时中华人民共和国主流的审美理念，2012年6月，安徽農業大學主教學樓及第二教學樓、南大門等建筑以“安徽农业大学主教学楼（含主教学楼、第二教学楼及南大门）”之名获列为第六批安徽省文物保護單位。

## 现况

### 師生概況
学校前身安徽大学农学院成立之初，学院聘请了冯紫岗、颜纶泽、陈兆骝、徐曰琨、施华麐等一批知名农林学家任教，为日后安徽农学院的建立积淀了深厚的学术底蕴。不过直到独立建校前，学院的师生仍然不多；1954年成立之后，安徽农学院在校生数量逐年增加，1960年，该校学生数约有1,900人。歷經多年發展及系所的增添，截至2024年3月，学校有全日制普通在校生26,700余人，也包含在华留学生200余名，其中硕士、博士研究生约6,000人。教职员约2,200人，其中专任教师1,300余人。其中不乏入選「四個一批」、國家高層次人才特殊支持計劃、國家傑出青年科學基金等人才計劃的教師，而擁有教授、副教授及其他高級職稱者更達到800余人。茶學教育家王澤農、夏涛、蠶桑學專家徐静斐都曾在独立建制的安徽农学院任职。

### 系所设置

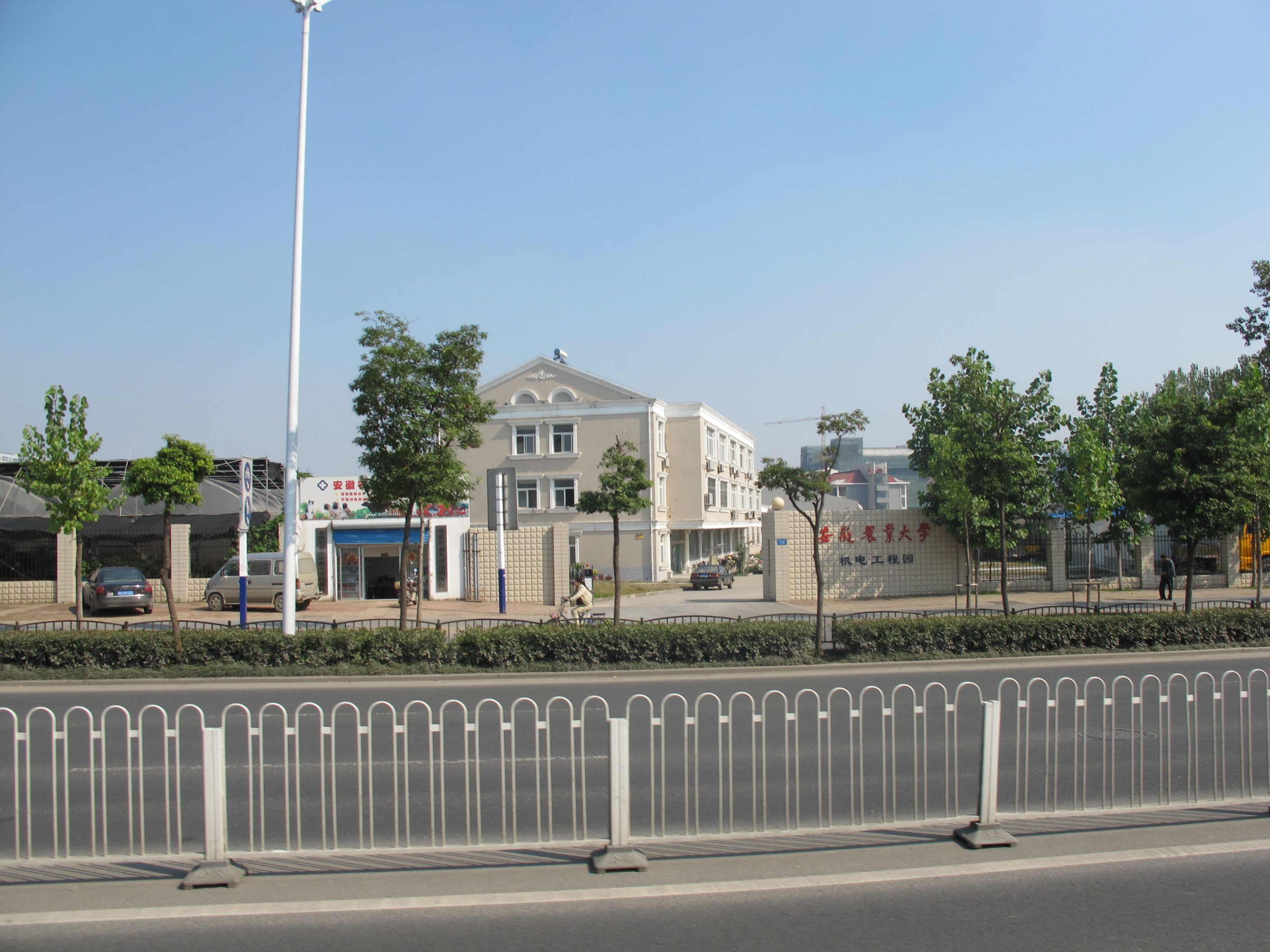
安徽农业大学机电工程园

在安徽农学院于1954年脱离安徽大学独立建校后，该校开设了农学、林学2个系及茶叶、桑蚕2个专修科:499，後歷經學科發展，也增设了一些非农林类专业，院系数量不断增加。目前安徽农业大學實行校、院兩級管理體制。截至2023年，该校共下设69个本科专业，囊括了农学、林学、工学、文學、管理學、經濟學、法學等門類的學科專業，它们分布在校内的农学院、植物保护学院、园艺学院、林学与园林学院、动物科技学院、茶与食品科技学院、理学院、生命科学学院、资源与环境学院、工学院、轻纺工程与艺术学院、信息与计算机学院、经济管理学院、人文社会科学学院、外国语学院等18个二级学院。
除了本科專業外，安徽农业大學也擁有碩士、博士二級學位授權體系，其中一级学科博士学位授权点8个、一级学科硕士学位授权点17个；1个二级学科硕士学位授权点、11个硕士学位授权类别。以农林类自然科学学科为主，不过也适当发展了非自然科学类专业的硕士学位授权点。

### 科研机构
除專業學院外，安徽农业大學還依託地理位置、人文資源優勢設置了多所研究機構。早在省立安大农学院时期，学校就拥有农学会，参与的师生经常开展学术交流及研究、论文答辩竞赛等活动，学术氛围相当浓厚:432。现今，该校共有超过60个各级别的科研平台。包括安徽农业大学茶树生物学与资源利用国家重点实验室、作物抗逆育种与减灾国家地方联合工程实验室、农林科学技术与生物资源开发国际科技合作基地、教育部茶叶化学与健康国际合作联合实验室、真菌生物技术教育部工程研究中心、中原山地特色园艺作物种质资源圃、黄淮南部小麦生物学与遗传育种重点实验室、大别山区农林特色产业省部共建协同创新中心等。其中，该校茶树生物学与资源利用国家重点实验室是中华人民共和国茶学界的第一个国家级科研平台。

### 排名聲譽
安徽农业大学的植物与动物科学、农业科学等學科因發展較早，在中國大陸有一定的知名度；园林园艺、茶学、应用生物科学、种子科学等学科长期为学校的优势学科，其中植物与动物科学、农业科学、环境/生态学、化学、工程科学、生物与生物化学等6个学科ESI排名已经进入全球前1%的水平。
安农位列2022年美國新聞與世界報導大學排名第1,443名（中國大陸第181名），而在世界大學學術排名上，安徽农大居中國大陸162名（未参与世界大学学术排名）。在2022年的校友会中国农林类大学的排名则为第17名（综合实力居中国大陆第127名，安徽省第5名），并获评为四星级的中国高水平大学。

## 校友
根據《安徽农业大學校友會章程》第8條，安徽农业大学校友是指在安徽农业大学及其前身学习过學習、工作、進修以及被聘為學校名譽博士、名譽教授、客座教授、兼職教授等人士；该条文也承认对安徽农业大学做出重要贡献的知名人士是安徽农大的校友。
自安徽农业大学之前身省立安徽大学1928年成立以来，该校已经为社会培养了20万余名毕业生，其中在学术界较知名的校友有中国科学院院士、中国农业科学院院长李家洋。中国科学院植物研究所所长方精云、中国林业科学研究院院长张守攻、江泽慧、中国科学院生态环境研究中心副主任吕永龙、安科生物董事长宋礼华等人。
政界比较知名的校友则有中共黑龙江省委书记徐有芳、中华人民共和国商务部副部长钱克明、安徽省人民政府副省长张曙光、孙勇；安徽省政协副主席张学平、夏涛、邵国荷、韩先聪、方兆祥；中共淮南市委书记方西屏、蚌埠市委书记汪莹纯、宣城市委书记孔晓宏、六安市委书记叶露中等人。不少安徽在地的省、市官员皆师出农大。